# Maciachini (metropolitana di Milano)
Maciachini è una stazione della linea M3 della metropolitana di Milano.

## Storia
La stazione venne attivata l'8 dicembre 2003 come capolinea della tratta proveniente da Zara.
Rimase capolinea fino al 26 marzo 2011, quando venne attivato il prolungamento per Comasina.

## Strutture e impianti
Maciachini, come tutte le altre stazioni della linea M3, è accessibile ai disabili. Rientra inoltre dall'area urbana della metropolitana milanese.
La stazione possiede uscite in piazzale Maciachini e in via Carlo Imbonati.

## Interscambi
Nelle vicinanze della stazione effettuano fermata alcune linee urbane, tranviarie ed automobilistiche, gestite da ATM.
- Fermata tram (linea 4)
- Fermata autobus

## Servizi
La stazione dispone di:
- Accessibilità per portatori di handicap
- Ascensori
- Scale mobili
- Emettitrice automatica biglietti
- Servizi igienici
- Stazione video sorvegliata
- Parcheggio di scambio con 426 posti